# Візьміть можливість
«Візьміть можливість» (англ. Take a Chance) — американська короткометражна кінокомедія режисера Альфреда Дж. Гулдінга 1918 року.

## У ролях
- Гарольд Ллойд — спортсмен
- Снуб Поллард — Симплекс Джо
- Бібі Данієлс — дівчина
- Вільям Блейсделл
- Семмі Брукс
- Гаррі Барнс
- Біллі Фей
- Джеймс А. Фіцджералд
- Вільям Гіллеспі
- Лью Гарві